# Stian Barsnes Simonsen

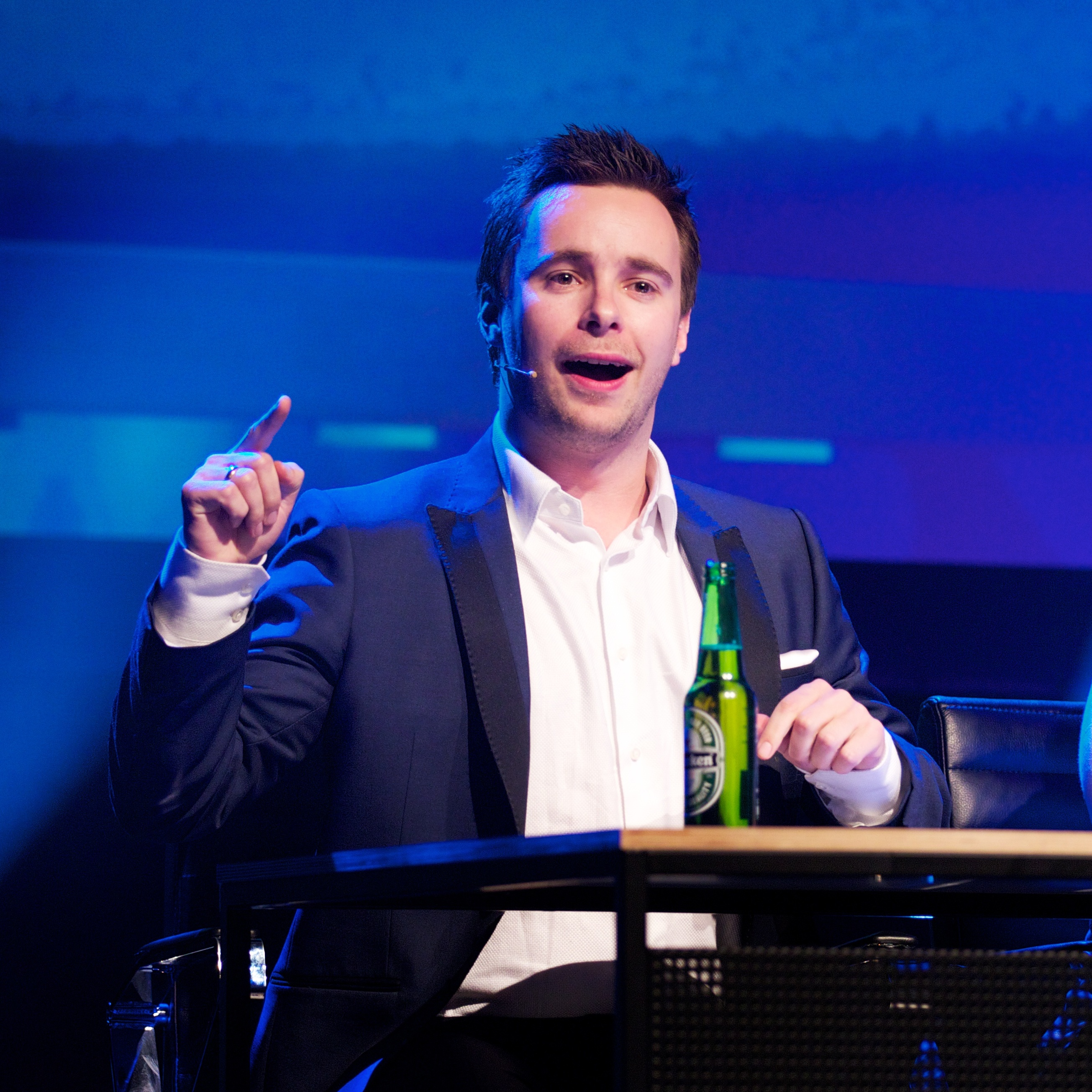
Stian Barsnes Simonsen, 2010

Stian Barsnes Simonsen (Bergen, 20 april 1979) is een Noors acteur en presentator.

## Presentatie
- De ukjente (2009)
- Gullruten (2006)
- Melodi Grand Prix (2006 en 2007 met Synnøve Svabø)
- Junior Eurovisiesongfestival 2004 (met Nadia Hasnaoui)
- Smørøyet (1998)

## Filmografie
- Hotel Cæsar (1998-2000, televisieserie)
- Bølgene (Engelse titel: Waves, 1998)
- Kysset som fikk snøen til å smelte (Engelse titel: A Kiss in the Snow, 1997)